# كارولينا بيتانكورت
كارولينا بيتانكورت (بالإسبانية: Carolina Betancourt)‏ هي لاعب كرة مضرب مكسيكية، ولدت في 31 مارس 1993 في المكسيك.

## وصلات خارجية
- كارولينا بيتانكورت على موقع رابطة محترفات التنس (الإنجليزية)
- كارولينا بيتانكورت على موقع الاتحاد الدولي لكرة المضرب (الإنجليزية)
- كارولينا بيتانكورت على موقع كأس بيلي جين كينغ (الإنجليزية)
- كارولينا بيتانكورت على موقع خلاصة التنس.كوم (الإنجليزية)
- كارولينا بيتانكورت على موقع إي إس بي إن.كوم (الإنجليزية)